# Antonio Núñez Tena
Antonio Núñez Tena (Madrid, 15 de gener de 1979) és un exfutbolista madrileny, que jugà com a migcampista. El seu últim equip fou el Recreativo de Huelva.

## Trajectòria
Va iniciar la seua carrera amb el CD San Federico, abans de recalar al Las Rozas CF, de la Tercera Divisió madrilenya. El 2001 s'incorpora al Reial Madrid. En la campanya 2003-4 és promocionat al primer equip blanc, debutant en primera divisió el 2 de setembre de 2003, en partit contra el Vila-real CF, tot marcant el gol de l'empat només quan duia set minuts sobre el camp. Durant la resta de la campanya, en contra, només va sumar unes poques aparicions més, totes eixint de la banqueta.
L'agost del 2004 és traspassat al Liverpool FC, que estava dirigit per Rafael Benítez i com a part del fitxatge del Reial Madrid per Michael Owen. En el seu primer dia com a red, el migcampista es va lesionar per tres mesos. Debuta a la Premier League el 14 de desembre, en partit contra el Portsmouth FC. Només hi va marcar un gol amb el Liverpool, que va ser a la final de la Copa de la Lliga de 2005, davant el Chelsea. Ha estat l'únic jugador de la història de l'equip anglès en marcar el seu únic gol amb el conjunt jugant una final. Eixe any el Liverpool es va imposar a la Champions League.
El juliol del 2005, retorna a la competició espanyola per jugar amb el Celta de Vigo. Hi roman durant tres anys al conjunt gallec, on és titular. Viurà el descens del Celta a Segona a l'estiu del 2007, i a l'any següent, fitxa pel Reial Múrcia CF. L'agost del 2008 s'incorpora a les files del xipriota Apollon Limassol

## Palmarès
- Supercopa d'Espanya de futbol: 2003
- Lliga de Campions de la UEFA: 2005
- Copa xipriota: 2010